# Gwangju-Kia Champions Field
O Gwanju-Kia Champions Field é um estádio de beisebol localizado em Gwangju, na Coreia do Sul, foi inaugurado em 2014, tem capacidade para 22.244 espectadores, é a casa do time Kia Tigers da KBO League.